# Neue Staatsgalerie

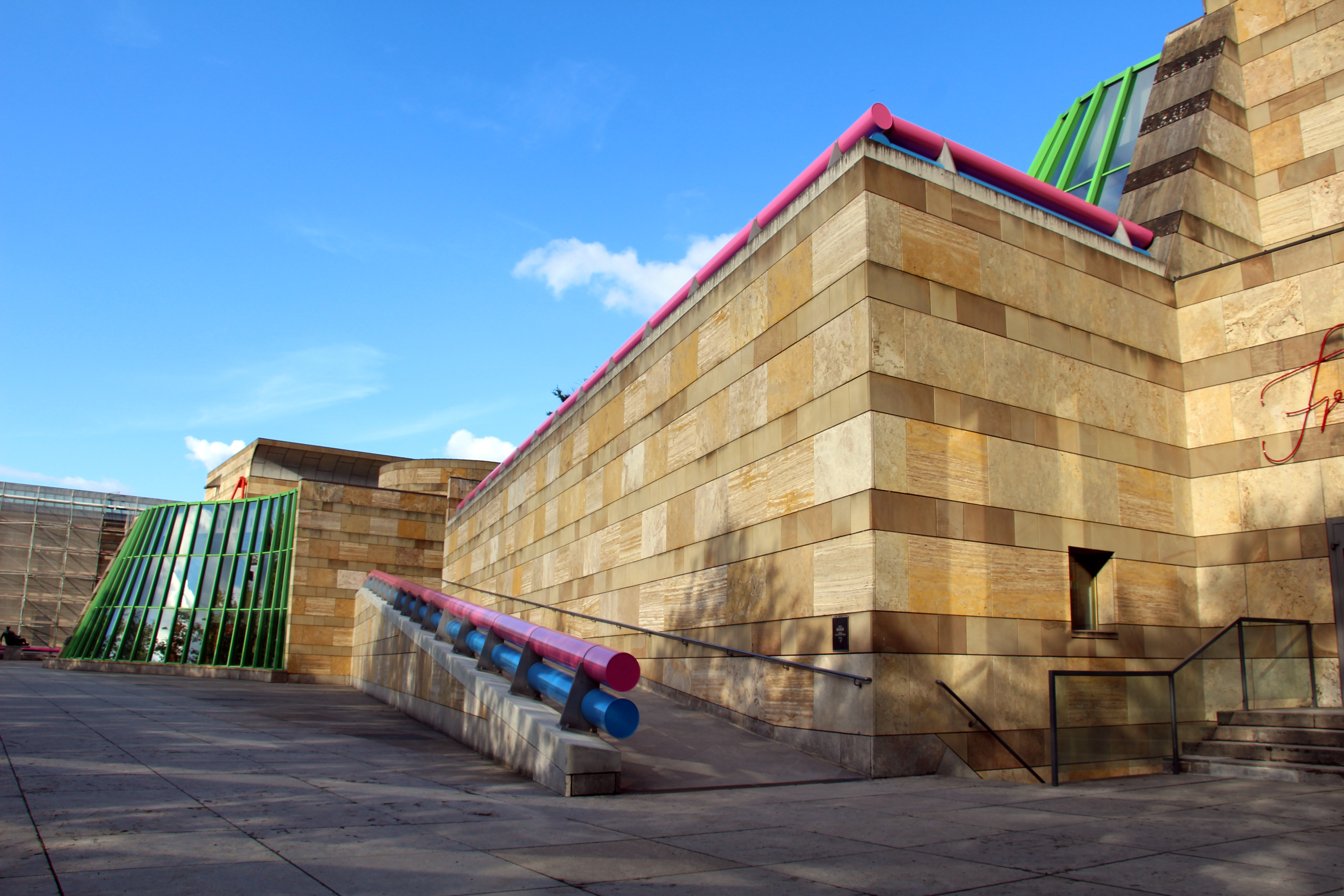
Strada di accesso al museo

La Neue Staatsgalerie (Nuova Galleria di Stato) è un museo di arte moderna situato in un edificio progettato da James Stirling e Michael Wilford e Associati. Si trova a Stoccarda, in Germania. Ospita collezioni d'arte del XX secolo e insieme all'Alte Staatsgalerie costituisce il complesso museale Staatsgalerie Stuttgart (Galleria di Stato) di Stoccarda.

## L'architettura
La Neue Staatsgalerie è stata progettata dopo che Stirling e Wilford hanno vinto un concorso a partecipazione limitata nel 1977. È stata costruita tra il 1979 e il 1984. Situata accanto all'Alte Staatsgalerie di Stoccarda, il design echeggiava il design neoclassico dell'edificio più antico. Elementi alludevano anche ai precedenti progetti non realizzati di Stirling, oltre a fare riferimento all'Altes Museum di Berlino, al Guggenheim Museum di New York e al Pantheon di Roma.
Unendo elementi modernisti con l'evidente classicismo, il critico di architettura Charles Jencks afferma che la galleria "incarnò la prima fase del postmodernismo in modo molto simile a come la Villa Savoye e il Padiglione di Barcellona riassumono il primo modernismo".

### Descrizione

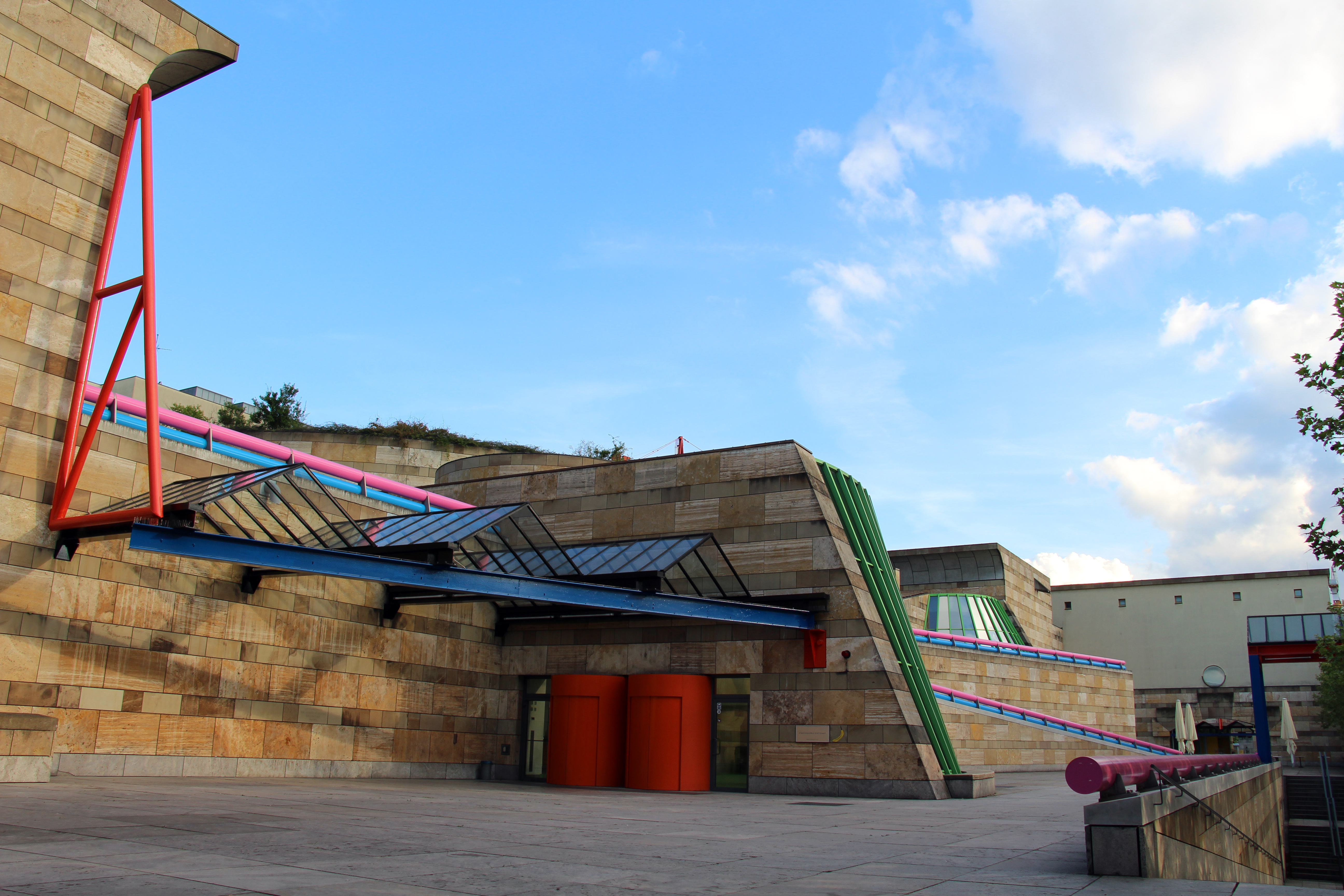
L'entrata principale

La nuova galleria occupa un sito vicino alla vecchia Staatsgalerie. Un parcheggio si trova sotto l'edificio. L'edificio incorpora elementi caldi e naturali di travertino e arenaria in forme classiche, in contrasto con i pezzi industriali del sistema di intelaiatura in acciaio verde e i corrimani in acciaio rosa e blu brillante. L'architetto intendeva unire il monumentale con l'informale.
La caratteristica più importante dell'edificio è una piazza rotonda centrale. Questo spazio esterno e chiuso ospita il giardino delle sculture. È aggirato da un sentiero pubblico e da una rampa che conduce i pedoni attraverso il sito. Questa caratteristica consente al pubblico di raggiungere l'elevazione più alta dietro il museo dal fronte inferiore della facciata principale dell'edificio.

## Le opere maggiori

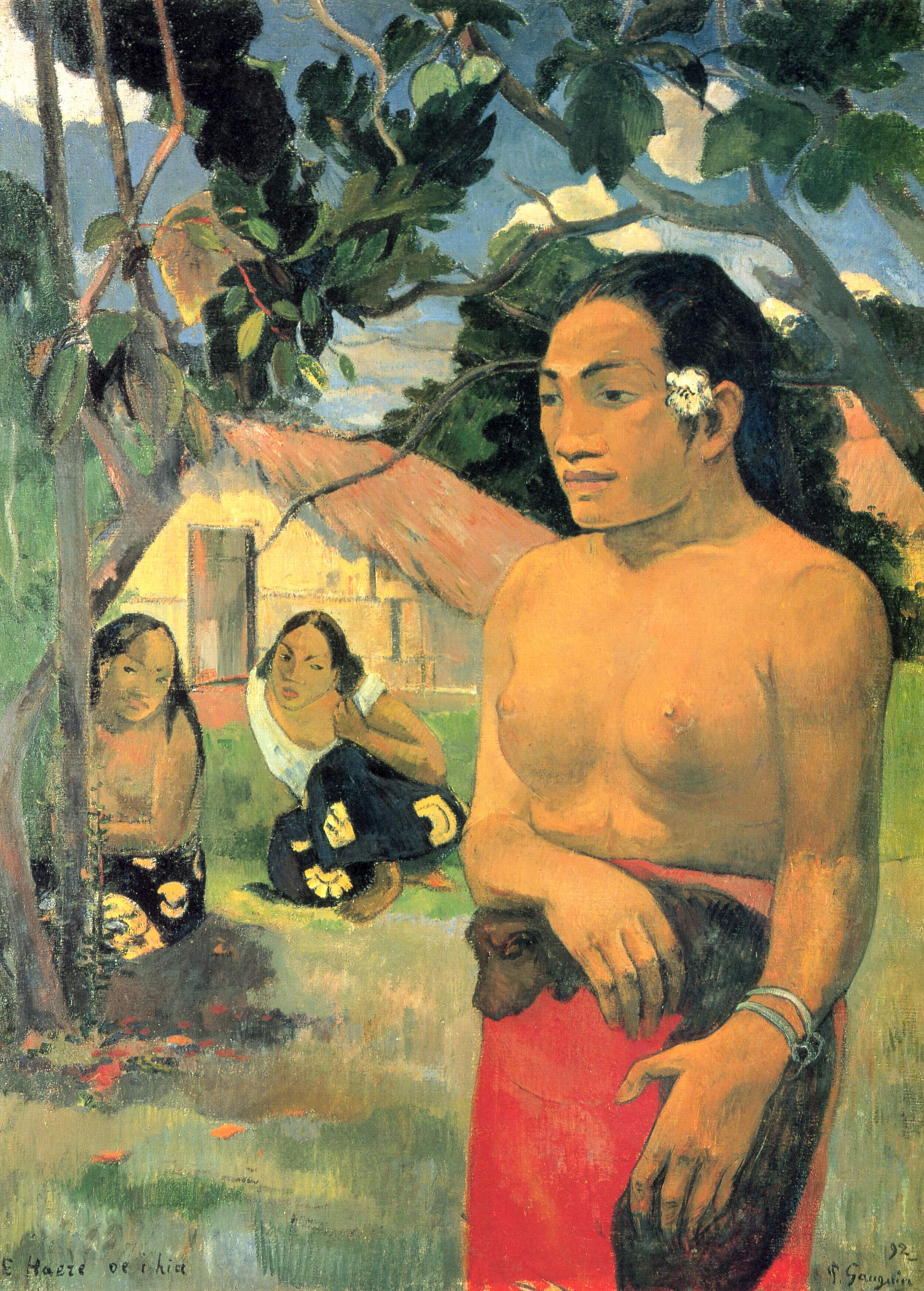
E Haere oe i hia (Dove stai andando?), Paul Gauguin, 1892

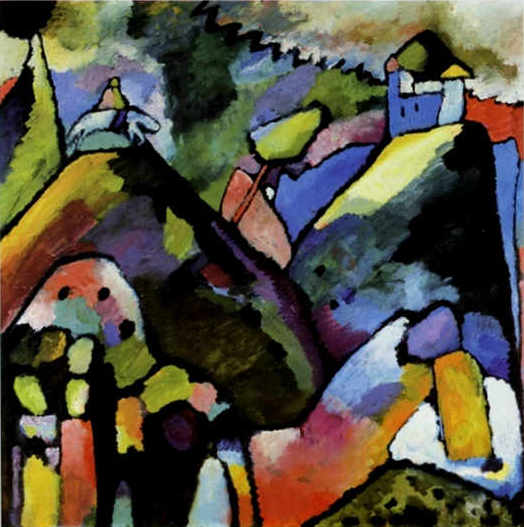
Improvvisazione 9, Vasilij Kandinskij, 1910

Il museo ospita opere del XX secolo, con artisti come Pablo Picasso, Oskar Schlemmer, Joan Miró e Joseph Beuys.
Salvador Dalí
- Il momento sublime, 1938

Giorgio De Chirico
- Metafisica interiore con fabbrica, 1916

Edgar Degas
- Sala da biliardo, 1892

Otto Dix
- Piccolo autoritratto, 1913

Max Ernst
- Santa Cecilia, 1923

Paul Gauguin
- E Haere oe i hia (Dove stai andando?), 1892

Vasilij Vasil'evič Kandinskij
- Improvvisazione 9, 1910

Pablo Picasso
- Il violino (Jolie Eva), 1912
- Bagnanti, 1956